# Megistophylla grandicornis
Megistophylla grandicornis är en skalbaggsart som beskrevs av Leon Fairmaire 1891. Megistophylla grandicornis ingår i släktet Megistophylla och familjen Melolonthidae. Inga underarter finns listade i Catalogue of Life.